# Tankerton
Tankerton – wieś w Anglii, w hrabstwie Kent, w dystrykcie Canterbury. Leży 11 km na północ od miasta Canterbury i 83 km na wschód od centrum Londynu.
W 2015 miejscowość liczyła 3680 mieszkańców.